# 리진
리진(Lee Jin, 李眞, 리심 李心)은 조선의 궁중 무희이자 관기로서, 조선 최초의 근대화 여성이다.

## 생애
외국 공사들앞에서 춤을 선보이는 자리에서 만난  콜랭 드 플랑시 제1대 프랑스 공사가 고종에게 청하여 리진과의 결혼을 약속하고 함께 프랑스로 떠났다. 리진은 프랑스에서 살 때에, 조선 사회에서는 접할 수 없었던 서구의 근대 문화와 앞선 지식을 배웠다. 그녀는 플랑시 공사가 고용한 가정교사로부터 프랑스어를 배워 법과 성서를 비롯한 프랑스의 책과 문물을 접하게 되고, 자유와 평등의 가치를 깨닫는다. 그러나 동양인에 대한 편견과 조국에 대한 그리움, 또 서양인에 대한 열등감에 시달린다. 1896년 4월 27일, 플랑시와 리진은 플랑시 공사가 조선의 3대 프랑스 공사로 취임하게 되어 다시 조선으로 돌아온다. 그러나 리진은 신분 사회의 벽을 넘지 못하고 다시 관기의 신분이 되고, 프랑스에서 알게 된 자유와 평등을 상실하게 된다. 결국 리진은 견디지 못하여, 금조각을 삼키고 자살함으로써 생을 마감한다.
현재 리진의 기록이 남아 있는 책은 제2대 주한 프랑스 공사(1892년-1894년)였던  프랑댕이 1905년에 쓴 회고록 《En Coree(한국에서)》가 전부이며, 그녀를 다룬 소설로는 신경숙의 《리진》, 김탁환의 《파리의 조선 궁녀, 리심》이 있다.

## 실존 사실에 대한 의문
미디어 오늘에는 리진이 진짜 있었는지 토론한 기사 2편이 있다.

### 실존했는지 의문하는 의견
주진오 상명대 역사콘텐츠학과 교수는 프랑댕의 《한국에서》라는 저서에 등장하는 “젊은 대리공사”가 플랑시라는 근거도 불충분하며, 책의 기록에는 리진과 플랑시 공사가 만나는 시기에 모순이 생긴다고 주장하며, 리진이 실재하였던 인물이었는가에 대하여 의문을 제기하였다. 미디어 오늘 편집자에 의하면, 플랑시 공사가 결혼을 하지 않았기 때문에, 리진과 결혼하여 프랑스에서 살 수 없었을 것도 비판의 이유이다.

### 실존했다는 의견
역사스페셜 장영주 CP는 프랑뎅이 자신의 친구이자 생존 인물인 플랑시 공사와 관련된 일을 거짓으로 꾸며 책까지 냈다고 볼 수 없다며, 주 교수의 주장을 정면 반박했다. 장영주 CP는 또 주 교수가 곳곳에서 사실을 잘못 알고 있거나 원문을 오독했다고 지적했다.